# Cyrtandra esothrix
Cyrtandra esothrix är en tvåhjärtbladig växtart som beskrevs av Albert Charles Smith. Cyrtandra esothrix ingår i släktet Cyrtandra och familjen Gesneriaceae. Inga underarter finns listade i Catalogue of Life.